# Sedum corymbosum
Sedum corymbosum är en fetbladsväxtart som beskrevs av Grossheim. Sedum corymbosum ingår i Fetknoppssläktet som ingår i familjen fetbladsväxter. Inga underarter finns listade i Catalogue of Life.